# Pars pro toto
Pars pro toto (een vorm van synecdoche) is een stijlfiguur waarbij men een gedeelte van een object noemt wanneer men het hele object bedoelt. Men gebruikt dus een deel (pars) terwijl men het geheel (toto, ablatief van totum = geheel) bedoelt: een deel voor het geheel (pars pro toto). Een pars pro toto kan dus als hyponiem gezien worden, waarbij de bredere betekenis, waarvan het hyponiem is afgeleid, dan bedoeld wordt. 
Deze stijlfiguur is een onderdeel van de groep van de metonymia.
Voorbeelden zijn:
- De bemanning bestaat uit tweeduizend koppen

(kop voor mens)
- De daken van de stad

(daken voor huizen)
Het verschijnsel komt ook voor in de geografie, bijvoorbeeld in het gebruik van de naam Holland (dat zijn historisch gezien alleen de provincies Noord- en Zuid-Holland) om Nederland aan te duiden, of de namen Engeland en Groot-Brittannië om het Verenigd Koninkrijk aan te duiden. Soms worden zulke namen op grote schaal gebruikt. De oorzaak daarvan is dat genoemde gebieden een overheersende rol spelen of gespeeld hebben in de desbetreffende grotere regio's, en daardoor bij buitenlanders even bekend of zelfs bekender zijn dan de formeel correcte naam. Regeringen worden vaak aangeduid met de bestuurlijke hoofdstad van het gebied: bijvoorbeeld Parijs voor de regering van Frankrijk, Tokio voor die van Japan, Brussel voor het bestuur van de Europese Unie, van België of van de NAVO. Wanneer er wordt gesproken over de Bijlmer wordt vaak het gehele Amsterdamse stadsdeel Amsterdam-Zuidoost bedoeld.

## Verwante begrippen
Het omgekeerde van een pars pro toto is een totum pro parte: het geheel noemen en slechts een deel ervan bedoelen.